# Mélanodère à sourcils jaunes
Melanodera xanthogramma
Espèce
Statut de conservation UICN

 LC  : Préoccupation mineure
Le Mélanodère à sourcils jaunes (Melanodera xanthogramma) est une espèce de passereaux appartenant à la famille des Thraupidae.

## Répartition et habitat

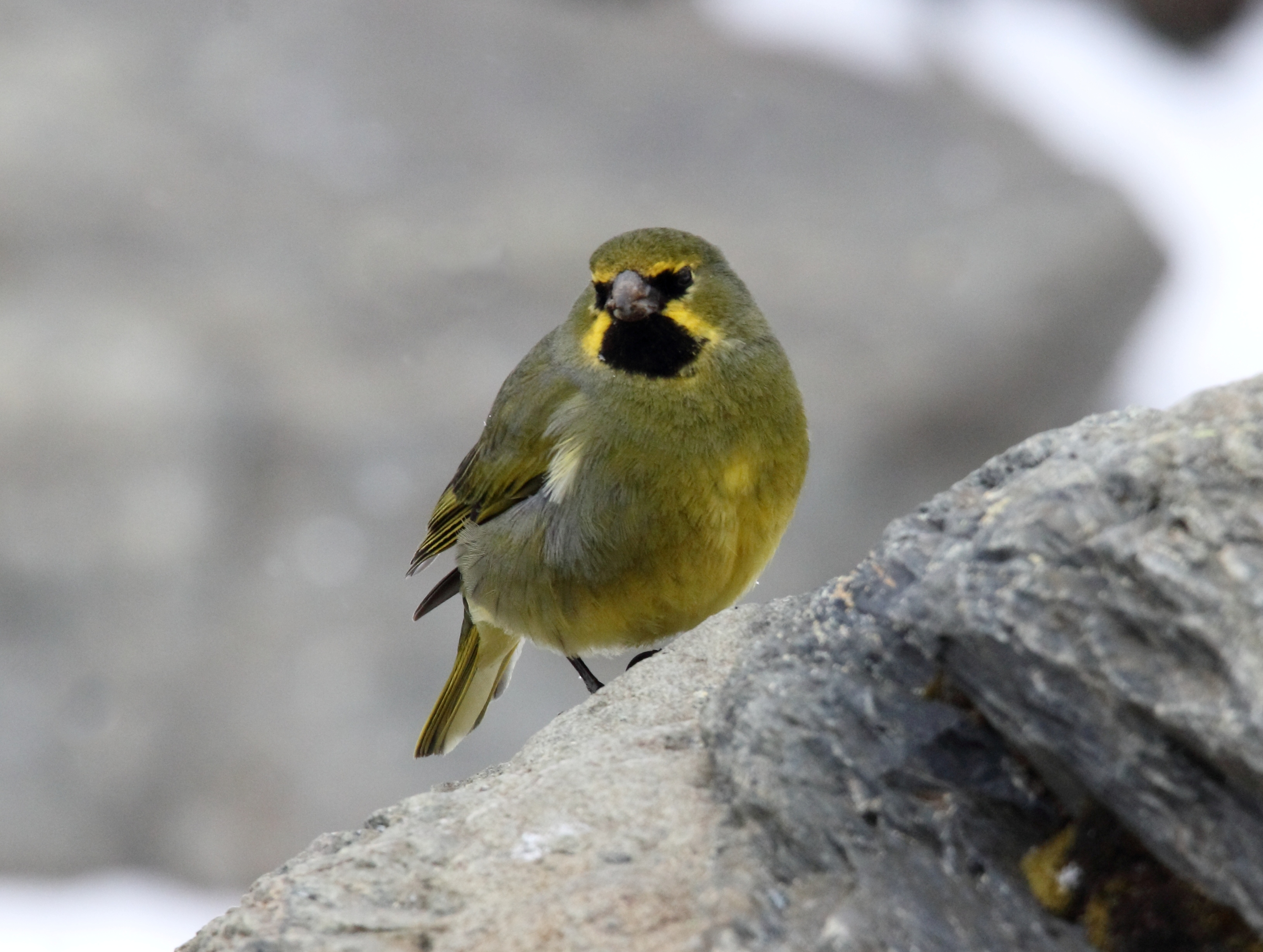

Son aire s'étend de part et d'autre et à travers les Andes méridionales. Il vit dans les prairies tempérées, les pâturages, les champs et la puna jusqu'à 3 300 m d'altitude. Il descend au niveau de la mer en hiver, lorsque les hauteurs sont couvertes de neige.